# Euphorbia teskensuensis
Euphorbia teskensuensis är en törelväxtart som beskrevs av Orazova. Euphorbia teskensuensis ingår i släktet törlar, och familjen törelväxter. Inga underarter finns listade i Catalogue of Life.